# Pedro Ivo Ferreira Caminhas
Pedro Ivo Ferreira Caminhas, conocido como Pinduca Ferreira (Araçuaí, 7 de septiembre de 1952 - Betim, 11 de abril de 2021) fue un comerciante y político brasileño del estado de Minas Gerais.

## Biografía
Fue elegido concejal del Betim por dos mandatos consecutivos, de 1993 a 2001; diputado estadual en la Asamblea Legislativa de Minas Gerais y teniente de alcalde del municipio de Betim.
Falleció el 11 de abril de 2021, en Betim, como consecuencia del COVID-19.